# راینر پودلش
راینر پودلش (انگلیسی: Rainer Podlesch؛ زادهٔ ۴ نوامبر ۱۹۴۴) دوچرخه‌سوار اهل آلمان است.
وی در مسابقات کشوری و بین‌المللی در مجموع برندهٔ ۲ مدال طلا، ۴ مدال نقره، ۳ مدال برنز شده‌است.